# Хиллерс, Марта
Марта Хиллерс (нем. Marta Hillers; 26 мая 1911, Крефельд, Германская Империя — 16 июня 2001, Базель, Швейцария) — немецкая журналистка, наиболее известная как автор дневников «Женщина в Берлине», в которых рассказывала о массовых изнасилованиях немок советскими солдатами после Второй мировой войны. Книга была опубликована анонимно в 1954 году, а затем повторно в 2003 году, уже после смерти автора. Эта работа вызвала крайне противоречивую реакцию.

## Биография
Марта Хиллерс родилась в 1911 году в Крефельде. Её отец погиб на войне, мать растила Марту и двух её братьев одна. После окончания школы Хиллерс много путешествовала по Европе, побывала в СССР, была сторонницей Коммунистической партии Германии. Она хорошо знала русский язык. В 1932—1933 годах работала в Москве в Союзфото. Коммунистическая партия Германии рекомендовала её к вступлению в ВКП(б). В 1933—1934 годах она изучала историю в Парижском университете.
В дальнейшем Хиллерс работала журналисткой в Берлине, писала для журналов и газет, поддерживала нацизм. Вступила в Имперский союз немецких писателей, работала в газете «Ангриф» («Атака»), которую основал Геббельс, служила в Германском трудовом фронте. С 1938 года Марта была членом Национал-социалистического женского общества.
После окончания Второй мировой войны она осталась в Берлине, где вела дневник. Согласно этому дневнику, Хиллерс несколько раз подверглась изнасилованию со стороны советских военных, и ей пришлось найти среди них постоянного любовника, чтобы он защищал её от других мужчин. Жертвами насилия становились и другие женщины, дети и пожилые люди в Берлине. С августа 1948 года она была главным редактором журнала Ins neue Leben.
Дневники Хиллерс были опубликованы анонимно в 1954 году в США при поддержке её друга К. В. Керама. Они были подвергнуты резкой критике в том числе как «порочащие честь немецкой женщины». Хиллерс отказалась от дальнейших переизданий. В 1950-х годах она вышла замуж и переехала в Швейцарию. Она скончалась в 2001 году в Базеле на 91-м году жизни.
В 2003 году немецкий писатель Ханс Магнус Энценсбергер повторно опубликовал «Женщину в Берлине» без указания имени автора. После этого журналист Йенс Биски установил личность Хиллерс как автора книги. Энценсбергер раскритиковал действия Биски, так как сама Хиллерс хотела остаться анонимной. Книга стала бестселлером в Германии. Её достоверность многие критики ставили под сомнение. В 2008 году вышел фильм «Безымянная — одна женщина в Берлине» с Ниной Хосс в главной роли.